# Giorgio Francia
Giorgio Francia (ur. 8 listopada 1947 w Bolonii) – były włoski kierowca wyścigowy.
W 1974 roku zdobył mistrzostwo Niemieckiej Formuły 3. W Formule 1 zadebiutował podczas Grand Prix Włoch 1977 w Brabhamie, ale podczas treningów zrezygnował. Następną próbę podjął podczas Grand Prix Hiszpanii 1981, gdzie Osellą nie zakwalifikował się do wyścigu.
Ponadto ścigał się w innych kategoriach wyścigowych, włącznie z samochodami sportowymi i turystycznymi. Brał udział również w zawodach CIVT i DTM.

## Wyniki w Formule 1
| Legenda oznaczeń w tabelach wyników Wyświetl szablon na nowej stronie | Legenda oznaczeń w tabelach wyników Wyświetl szablon na nowej stronie                                                                     |
| Oznaczenie                                                            | Wyjaśnienie |
| --------------------------------------------------------------------- | --- |
| Złoty                                                                 | Zwycięzca lub mistrzostwo |
| Srebrny                                                               | 2. miejsce lub wicemistrzostwo |
| Brązowy                                                               | 3. miejsce lub II wicemistrzostwo |
| Zielony                                                               | Ukończył, punktował (w klasyfikacji generalnej, gdy zdobył co najmniej jeden punkt na przestrzeni sezonu, poza trzema powyższymi opcjami) |
| Niebieski                                                             | Ukończył, nie punktował (w klasyfikacji generalnej, gdy nie zdobył co najmniej jednego punktu na przestrzeni sezonu)                      |
| Czerwony                                                              | Nie zakwalifikował się (NZ) |
| Czerwony                                                              | Nie prekwalifikował się (NPK) |
| Różowy                                                                | Nie ukończył (NU) |
| Różowy                                                                | Niesklasyfikowany (NS) (w klasyfikacji generalnej, gdy nie został sklasyfikowany w żadnym wyścigu sezonu)                                 |
| Czarny                                                                | Zdyskwalifikowany (DK) |
| Czarny                                                                | Wykluczony (WYK/EX) |
| Biały                                                                 | Nie wystartował (NW) |
| Biały                                                                 | Kontuzjowany (K/INJ) |
| Biały                                                                 | Wyścig odwołany (OD/C) |
| Bez koloru                                                            | Został wycofany (WYC/WD) |
| Bez koloru                                                            | Nie przybył (NP/DNA) |
| Bez koloru                                                            | Nie brał udziału w treningach (NT/DNP) |
| Bez koloru                                                            | Nie został zgłoszony (–) |
| Pogrubienie                                                           | Start z pole position |
| Kursywa                                                               | Najszybsze okrążenie wyścigu |
| †                                                                     | Nie ukończył, ale jego rezultat został zaliczony ze względu na przejechanie więcej niż 90% dystansu wyścigu.                              |
| *                                                                     | Sezon w trakcie |
| 1/2/3                                                                 | Punktowana pozycja w sprincie kwalifikacyjnym                                                                                             |
| Lista systemów punktacji Formuły 1                                    | |

| Rok  | Zespół  | Samochód | Silnik        | 1   | 2   | 3   | 4   | 5   | 6   | 7      | 8   | 9   | 10  | 11  | 12  | 13  | 14     | 15  | 16  | 17  | Msc. | Pkt. |
| ---- | ------- | -------- | ------------- | --- | --- | --- | --- | --- | --- | ------ | --- | --- | --- | --- | --- | --- | ------ | --- | --- | --- | ---- | ---- |
| 1977 | Brabham | BT45B    | Alfa Romeo R4 | BRA | ARG | ZAF | USW | ESP | MCO | BEL    | SWE | FRA | GBR | DEU | AUT | NLD | ITA NZ | USA | CND | JAP | –    | 0    |
| 1981 | Osella  | FA1B     | Ford V8       | USW | BRA | ARG | SMR | BEL | MCO | ESP NZ | FRA | GBR | DEU | AUT | NLD | ITA | CND    | LVG |     |     | –    | 0    |